# Pakweg de Pakstraat
Pakweg de Pakstraat is een poppenserie die in 1996 en 1997 uitgezonden werd door Villa Achterwerk. Er werden 25 afleveringen gemaakt van een flat met bijzondere bewoners. Een multiculturele samenleving leidt tot vreemde gebeurtenissen. De personages uit dit kinderprogramma zijn mevrouw Proper, Henk Slok, meneer Buzbag, mevrouw Kakman, Ronnie Caron, Mollie Mossel, Panda en Li. Max Verstappen (ook bekend van Kip en Aangespoeld) is de schepper van Pakweg de Pakstraat. Hij deed dit in samenwerking met Camiel Schouwenaar.
Enkele populaire afleveringen waren 'Contact', 'Fred Kroket' en 'Brand'.

## Karakters
- Mevrouw Proper: een bejaarde dame op leeftijd die haar eigen kanariepietje heeft. Ze is erg tegen viezigheid en haar bezigheid is alles afstoffen.
- Henk Slok: een alleenstaande middelbare man met een alcoholprobleem. Hij is tevens grofgebekt. Hij heeft een papegaai, genaamd Karel, die kan praten.
- Mollie Mossel:  een jonge knappe blondine met een Goois accent. Ze heeft vaak het gevoel te worden beloerd en heeft altijd wel een vrijer die een blauwe maandag bij haar blijft.
- Panda en Li: een Chinees echtpaar dat eigenlijk maar een zijdelingse rol speelt in de afleveringen.
- Ronnie Caron: een Surinaamse jongen die heel behulpzaam is en altijd vrolijk. Als hij uit zijn hum is, zegt hij: "oh, shit!".
- Mevrouw Kakman: een alleenstaande middelbare vrouw met een Limburgs accent en een hondje genaamd Wodan. Vaak voelt ze zich eenzaam en zoekt een poging een man te vinden, wat vaak mislukt.
- Meneer Buzbag: een Turkse winkelier die zijn zaak beneden naast het flatgebouw runt. Hij heeft vaak een vaderlijke toon en is niet kwaad te krijgen.